# Страјна
Страјна (словен. Strajna) је насељено место у општини Подлехник, Подравска регија, Словенија.

## Историја
До територијалне реорганизације у Словенији била је у саставу старе општине Птуј.

## Становништво
У попису становништва из 2011. године, Страјна је имала 106 становника.
| Број становника према пописима | Број становника према пописима | Број становника према пописима |
| ------------------------------ | ------------------------------ | ------------------------------ |
| 1991                           | 2002                           | 2011                           |
| 74                             | 89                             | 106                            |